# Glänzende Buche
Die Glänzende Buche (Fagus lucida) ist eine Pflanzenart aus der Gattung der Buchen (Fagus) in der Familie der Buchengewächse (Fagaceae). Sie ist in Süd- und Ost-China heimisch.

## Beschreibung
Die Glänzende Buche wächst als sommergrüner Baum, der Wuchshöhen von bis zu 25 Metern erreichen kann. Die Winterknospen werden rund 1,5 Zentimeter groß.
Die Laubblätter sind wechselständig an den Zweigen angeordnet. Der Blattstiel ist 0,6 bis 2 Zentimeter lang. Die einfache, glänzend grün gefärbte Blattspreite ist bei einer Länge von 5 bis 11 Zentimeter eiförmig bis elliptisch-eiförmig mit einer breit-keilförmigen bis abgerundeten Spreitenbasis sowie einer spitz zulaufenden Spitze. Sie ist mit Ausnahme des auf der Blattunterseite seidig flaumig behaarten Hauptnervs unbehaart. Vom Hauptnerv gehen auf jeder Seite acht bis zwölf Seitennerven ab, welche jeweils in einem kleinen Zahn am Blattrand enden. Der Blattrand ist ausgebuchtet und leicht gezähnt.
Die Glänzende Buche ist einhäusig-getrenntgeschlechtig (monözisch) und wird durch den Wind bestäubt (Anemophilie). Die Blütezeit erstreckt sich von April bis Mai.
Die 1 bis 1,5 Zentimeter langen Fruchtbecher (Cupula) stehen an einem 0,5 bis 1,5 Zentimeter langen, unbehaarten Stiel. Die leicht hervorstehenden Bucheckern besitzen an der Spitze kleine Flügeln. Die Bucheckern reifen im September oder Oktober.

## Vorkommen
Das natürliche Verbreitungsgebiet der Glänzenden Buche liegt im Süden und Osten Chinas. Es umfasst die Provinzen Anhui, Fujian, Guangdong, Guangxi, Guizhou, Hubei, Hunan, Jiangxi, Sichuan und Zhejiang.
Man findet sie in Höhenlagen von 800 bis 2000 Metern. Sie wächst in mäßig feuchten Hangwäldern und bildet häufig Reinbestände oder Mischbestände mit Englers Buche (Fagus engleriana), wobei sie auch eine volle Beschattung verträgt. Der Boden ist meist sandig oder lehmig und gut durchlüftet.

## Systematik
Fagus lucida wurde 1916 von Alfred Rehder und Ernest Henry Wilson in Charles Sprague Sargent: Plantae Wilsonianae, 3 (2), S. 191–192 erstbeschrieben. Ein Synonym für Fagus lucida Rehder & E.H.Wilson ist Fagus nayonica Y.T.Chang.

## Nutzung
Die jungen Blätter können gegessen werden und haben ein mildes Aroma. Auch die ölhaltigen Bucheckern sind essbar, sollten allerdings nicht in zu großen Mengen konsumiert werden. Sie können sowohl roh als auch gekocht verwendet werden. Getrocknete Bucheckern können zermahlen und mit Mehl zu Brot gebacken werden. Geröstet dienen sie als Kaffeeersatz. Aus den Bucheckern kann auch Öl gewonnen werden.